# Chrysler Cordoba
Chrysler Cordoba — средний автомобиль купе класса люкс.
Продавался и производился автоконцерном Крайслер в Северной Америке в 1975—1983 гг.

## Первое поколение (1975—1979)
Chrysler представила модель в 1975 модельном году как роскошный автомобиль личного пользования, предназначенный для конкуренции с такими популярными моделями, как Oldsmobile Cutlass, Buick Regal и Mercury Cougar. Интересно, что изначально Cordoba планировалась к выпуску под маркой Plymouth, а не Chrysler. В процессе разработки рассматривались такие названия, как Mirada, Premier, Sebring и Grand Era. Хотя только Dodge Mirada впоследствии была непосредственно связана с Cordoba, остальные названия были позже использованы на различных моделях Chrysler, Dodge и Eagle.
Решение изменить бренд с Plymouth на Chrysler было принято во многом из-за финансовых потерь, понесённых Chrysler от продаж полноразмерных моделей на платформе C-body, пострадавших после нефтяного кризиса 1973 года. В ответ на это руководство компании стремилось повысить прибыльность, позиционируя Cordoba как более престижную модель под маркой Chrysler.

## Второе поколение (1980—1983)
Модель Cordoba была уменьшена в размерах к 1980 модельному году. В конце 1980 года эта модель использовала платформу J, установленную на шасси F-body. В 1976 году на базе Plymouth Volare был создан первый автомобиль — Dodge Mirada. В 1981 году Chrysler представил модель Imperial, включавшую три варианта платформы J.
По данным коммерческого подразделения, компания Chrysler построила склад. Самые компактные модели с передним приводом оснащены 4- и 6-цилиндровыми двигателями.
В результате, выпуск Cordoba был прекращен в 1983 году.